# Félines-Minervois
Félines-Minervois – miejscowość i gmina we Francji, w regionie Oksytania, w departamencie Hérault. Przez miejscowość przepływa rzeka Ognon. 
Według danych na rok 1990 gminę zamieszkiwały 394 osoby, a gęstość zaludnienia wynosiła 13 osób/km² (wśród 1545 gmin Langwedocji-Roussillon Félines-Minervois plasuje się na 569. miejscu pod względem liczby ludności, natomiast pod względem powierzchni na miejscu 181.).